# مسرح قطر الوطني
مسرح قطر الوطني هو جزء من كورنيش الدوحة وبالقرب من حديقة الرميلة في الدوحة، قطر. افتتح المسرح الذي يحتوي على 490 مقعد في عام 1982 ويستضيف المسرحيات والحفلات الموسيقية. بالإضافة إلى استضافة الفرق المحلية فإنه يستضيف الفرق المسرحية الدولية والعربية في بعض الأحيان.
المسرح مملوك من قبل وزارة الثقافة والفنون والتراث. بإنشائه في عام 1982 ظهرت أنظمة الإضاءة المحوسبة ومرافق الترجمة وحفرة الأوركسترا.

## الأحداث المستضافة
استضاف المسرح طبعة 2013 من مهرجان المسرح العربي بعد أن فازت قطر بحقوق الاستضافة لأول مرة في تاريخ الحدث.
في عام 2015 نظمت هيئة السياحة في قطر مهرجان عيد الأضحى الذي أقيم في مسرح قطر الوطني في إطاره «المصارع» وهي مسرحية عربية مع الممثلين ناصر محمد ونجوى الكبيسي.